# 小金川流域古遺址群
小金川流域古遺址群位於四川省阿壩藏族羌族自治州小金縣，文物遺址年代判定為商周。2007年6月1日公佈為四川省第七批文物保護單位。